# Laura Knight (peintre)
Laura Knight (1877-1970) est une peintre, dessinatrice et graveuse britannique ayant œuvré dans la tradition figurative.

## Biographie
Laura Johnson naît en 1877 à Long Eaton, dans le Derbyshire. Elle est la plus jeune des trois filles de Charles et Charlotte Johnson. Son père abandonne la famille peu de temps après sa naissance, elle grandit alors dans des conditions financières difficiles car, bien que son grand-père soit propriétaire d’une usine de dentelle, l’avènement des nouvelles techniques cause la faillite de son entreprise. 
En 1890, à l'âge de 13 ans, elle est inscrite à la Nottingham School of Art, sans avoir à acquitter des frais. 
En 1894, elle visite Staithes, un village de pêcheurs sur la côte du Yorkshire. En raison du manque d’argent, elle produit peu de peintures à l’huile. Mais les enfants locaux posent pour elle lui donnant l’occasion de développer sa technique de peinture figurative. La famille ayant des relations dans le nord de la France, également dans l’industrie de la dentelle, la jeune femme y est envoyée en 1899. Elle a alors l’intention d'étudier l’art dans un atelier parisien. Mais les difficultés financières la contraignent à retourner en Angleterre.
En 1903, elle épouse Harold Knight, artiste-peintre lui aussi, rencontré à la Nottingham School, et l'année suivante, avec lui, séjourne six semaines aux Pays-Bas, dans la colonie d’artistes de Laren. En 1905, deuxième séjour, cette fois de six mois, puis un troisième en 1906. Le couple s'installe finalement dans les Cornouailles puis à Londres.
Très réceptive à l'égard de la modernisation de la société, elle va toutefois ignorer les avant-gardes, telles qu'elles se développent en Europe continentale (cubisme, expressionnisme, etc) et œuvrer toute sa vie — comme la plupart de ses compatriotes — dans le cadre d'une figuration explicitement réaliste, réalisant différents paysages mais se spécialisant surtout dans l'art du portrait et la chronique sociale.
En 1961 Harold Knight décède à Colwall et, quatre ans plus tard, son épouse publie sa seconde autobiographie, The Magic of a Line, en même temps qu'une grande grande retrospective de son travail est exposée à l'académie royale (environ 250 œuvres).
Elle décède le 3 juillet 1970, à l'âge de 92 ans.

## Carrière
En 1913, Knight réalise deux autoportraits, dont l'Autoportrait avec le nu, où elle se représente plus ou moins de dos, en train de regarder un modèle féminin, l'artiste Ella Naper. L'œuvre est atypique pour l'époque pour deux raisons : d'une part parce qu'elle provient d'une femme (en Angleterre , les femmes ne sont normalement pas autorisées à peindre directement des modèles nus, mais seulement des moulages de plâtre) ; d'autre part parce que cette œuvre est complexe : à l’aide de miroirs, Knight s’est représentée avec Naper, comme si quelqu’un entrait dans le studio derrière elles. 
En 1922, l'artiste effectue son premier séjour aux USA, invitée en tant que membre de jury d'un concours de peintres à Pittsburgh.

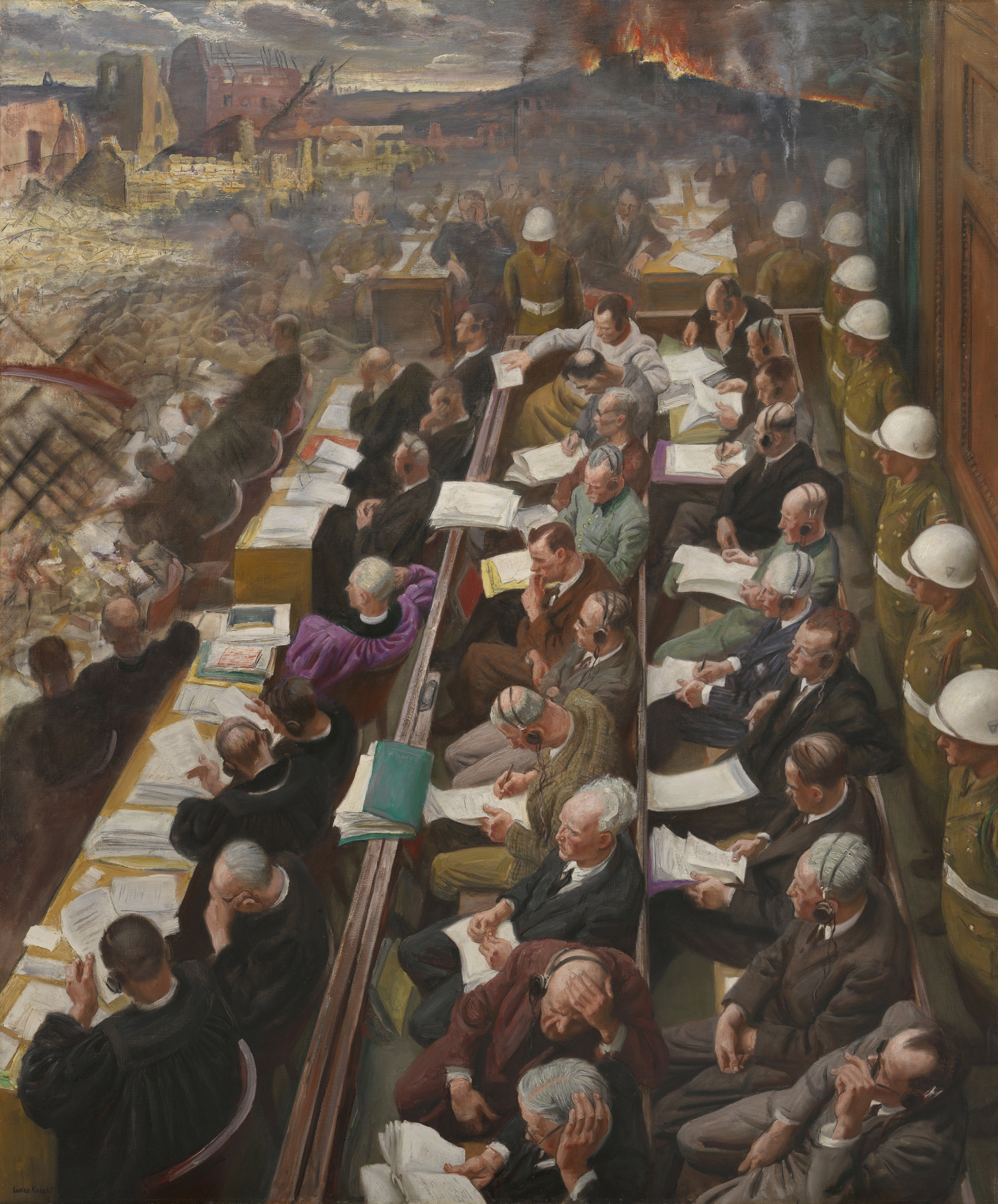
Le procès de Nüremberg, 1946

L'artiste s'intéresse alors au monde du théâtre et du ballet à Londres ainsi qu'aux communautés et aux individus marginalisés, notamment les Tsiganes, les artistes de cirque et les noirs-américains.
En 1925, elle est élue membre de la Royal Society of Painter-Etchers and Engravers. En 1929, elle est élevée au rang de Dame, dans l'Ordre de l'Empire britannique. En 1925, elle devient Fellow de la Royal Society of Painter-Etchers and Engravers et, en 1936, la première femme élue à part entière à l’Académie royale. 
Elle devient alors l’un des peintres les plus populaires de Grande-Bretagne. Son succès est dû en grande partie à son engagement pendant les deux Guerres mondiales, au cours desquelles elle réalise un certain nombre de portraits de militaires et civils engagés dans les conflits, notamment des femmes. Son interprétation du Procès de Nuremberg est singulière : elle fond en effet dans le même tableau la ville réduite à l'état de ruines et le banc des accusés, les dignitaires du parti nazi. 
Après la guerre, Knight retourne à ses anciens thèmes (le ballet, le cirque, les Tsiganes...) et continue de partager son temps entre Londres et Malvern. En 1948, elle peint un portrait en grand groupe de la princesse Elizabeth et de plusieurs dignitaires, en train d'inaugurer le nouveau Broadgate Centre à Coventry. 
En 1952, elle expose plus de quatre-vingts œuvres à la Ian Nicol Gallery de Glasgow.
Au cours de sa longue carrière, Knight a réussi à imposer son nom dans le monde des artistes, dominé par les hommes. De fait, elle a ouvert la voie à un statut et une reconnaissance accrus pour les femmes artistes. Sa grande exposition rétrospective, qui s'est tenue à l’Académie royale en 1965, était la toute première pour une femme.

## Œuvres
Parmi ses œuvres les plus connues :
* La plage, 1909
* Autoportrait, 1913, collection particulière
* Autoportrait avec modèle nu, 1913, National Portrait Gallery, Londres
* Portrait d'Ethel Bartlett, vers 1926, Atkinson Art Gallery
* Un certain nombre de tableaux réalisés pendant la Seconde Guerre mondiale :

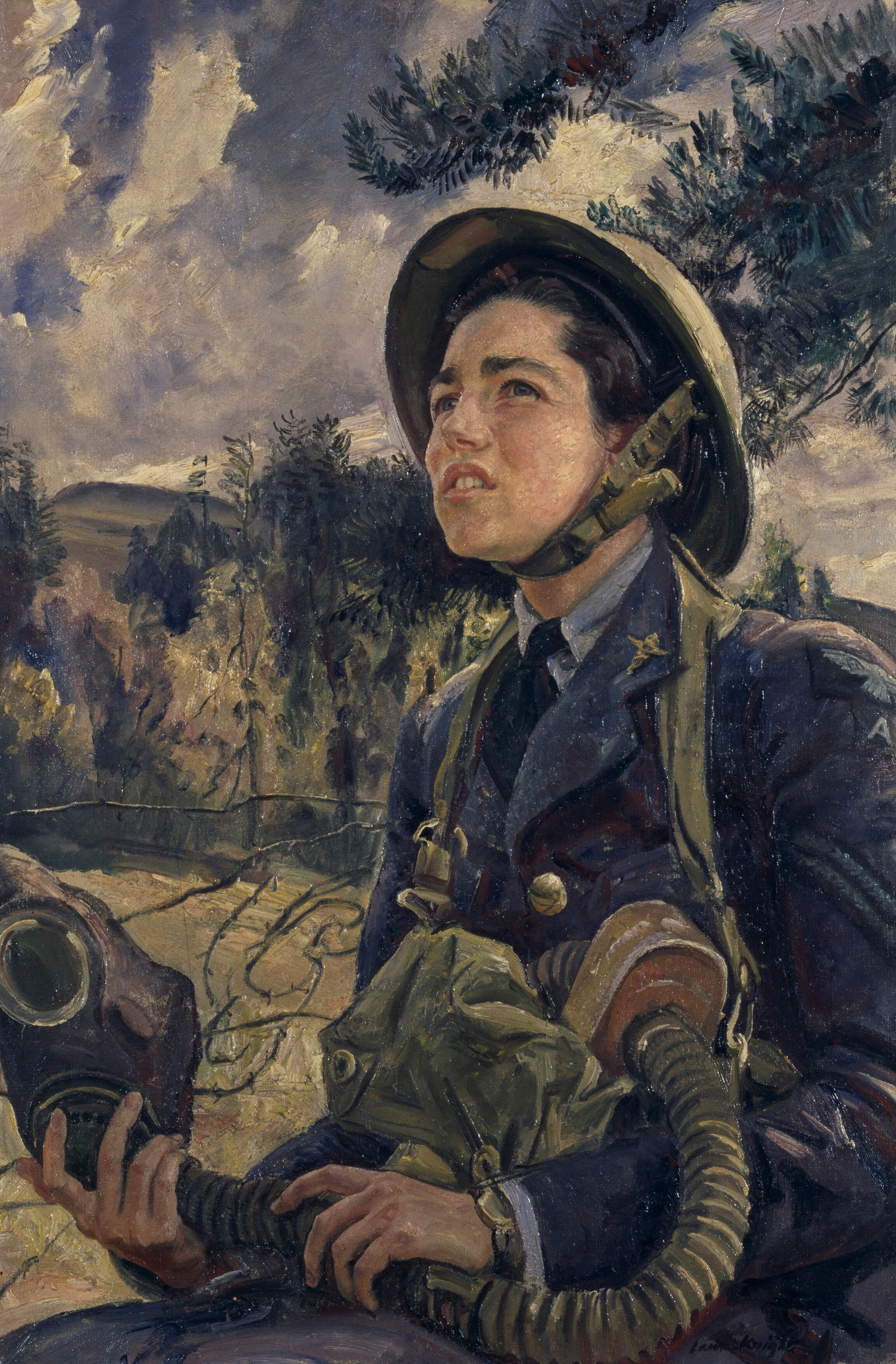
Caporal J. D. M. Pearson 1940
Caporal JM Robins 1941
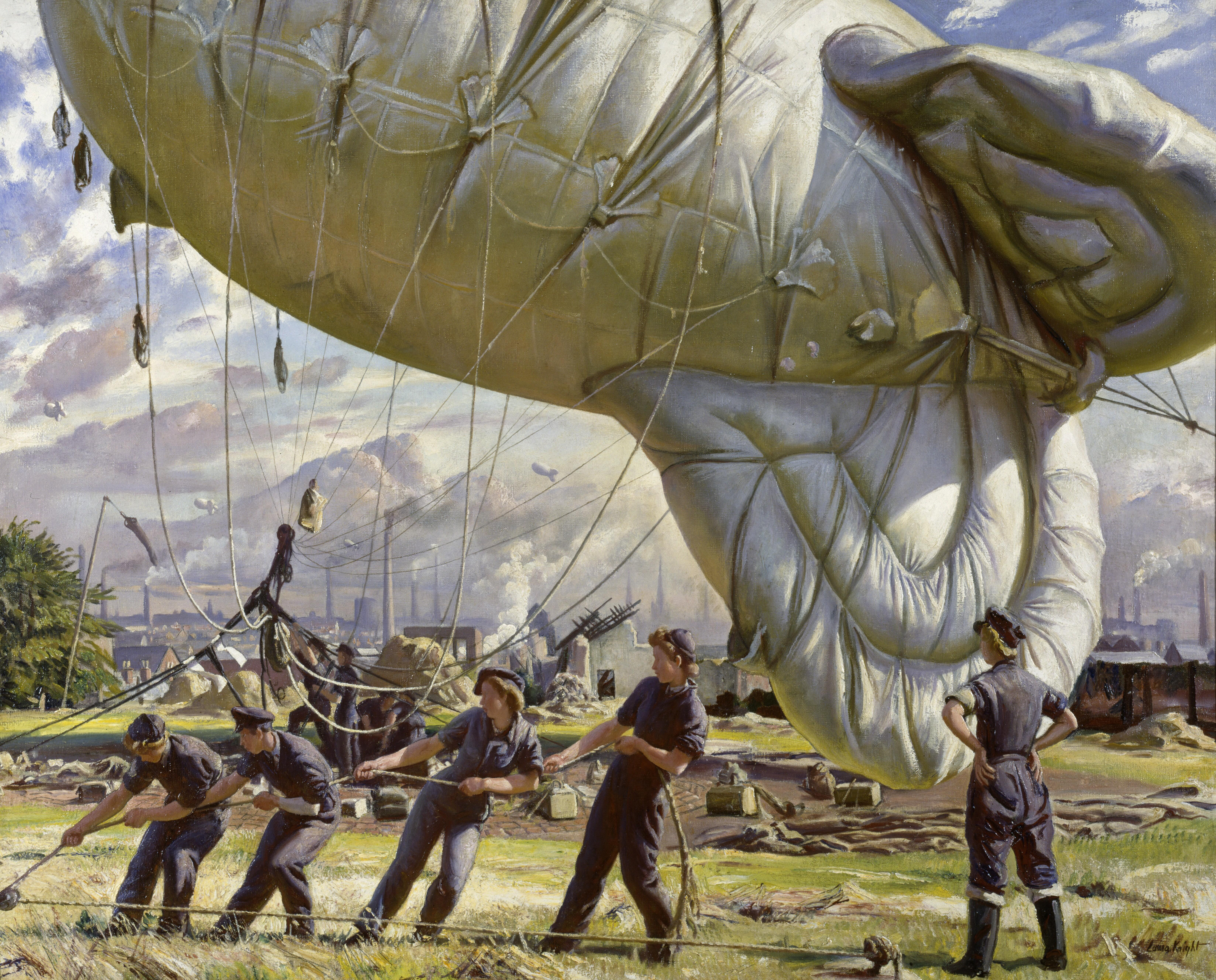
Un site de ballons, Cioventry 1943
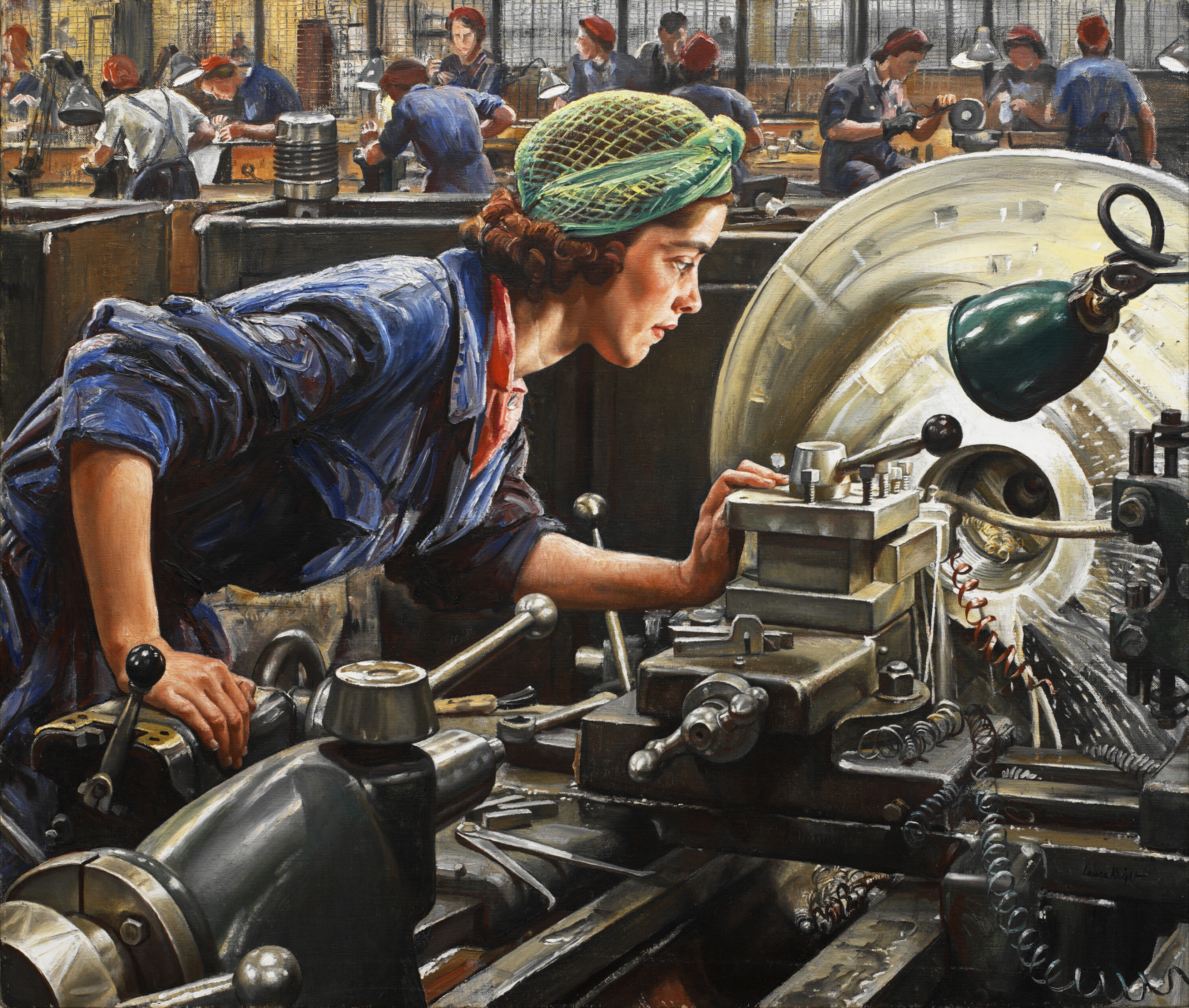
Ruby Loftus vissant un manchon de culasse 1943
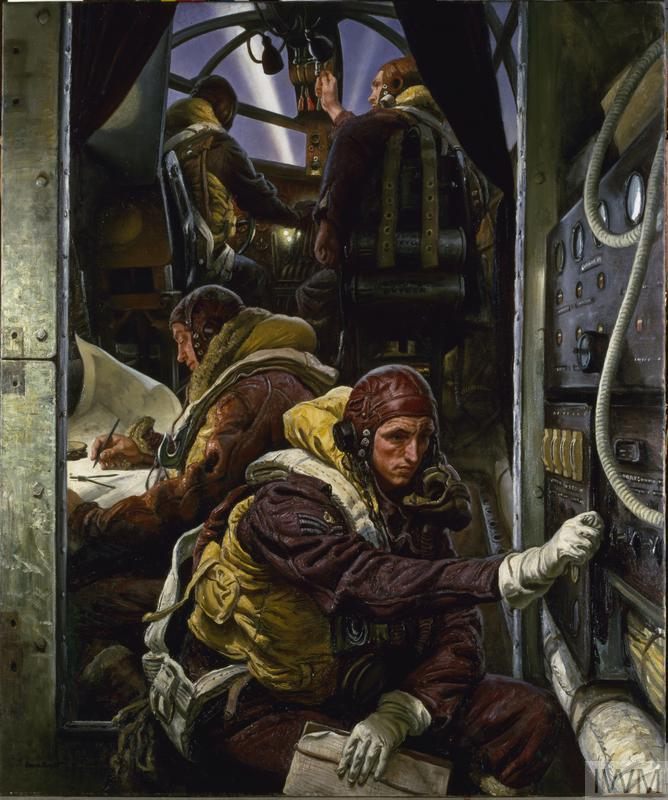
Take Off 1943